# هرمز بن يزدجرد
لما مات يزدجرد الثاني تملك ابنه هرمز فيروز بن يزدجرد وكان حاضراً موت أبيه وكان فيروز بن يزدجرد في سجستان. فثار به أخوه فيروز وغلبه وولى الملك. وأكثر الكتب العربية والفارسية على أن فيروز الجأ إلى ملك الهياطلة فأمدّه بجيش، وأن فيروز كان أحق بالملك إذا كان الأخ الأكبر. وكان ملك هرمز زهاء سنتين(457- 459 م) ويسقطه بعض الكتاب من سلسلة الساسانيين. وتختلف الروايات فيما فعله فيروز بأخيه حين ظفر به يقول بعض الرواة أنه عفا عنه. وأكثرهم يروون أنه قتله. ويعرف بهرمز الثالث، خلفه ابنه بلاش.